# Øvre Eiker
Øvre Eiker es un municipio de la provincia de Buskerud, Noruega. Tiene 18 039 habitantes según el censo de 2015 y su centro administrativo es la localidad de Hokksund. Pertenece al distrito tradicional de Eiker, un antiguo municipio que fue dividido en Øvre Eiker y Nedre Eiker el 1 de julio de 1885.

## Etimología
El nombre del municipio en nórdico antiguo era Eikjar. Es la forma plural de eiki, que significa «madera de roble». El significado de Øvre Eiker es «la parte superior de Eiker».

## Geografía
Øvre Eiker se encuentra en la parte sur de Buskerud. Tiene frontera con los municipios de Kongsberg, Flesberg, Sigdal, Modum, Lier, Nedre Eiker y Hof.
El centro administrativo, el pueblo de Hokksund, es la localidad más grande del municipio, con unos 8000 habitantes. Los restantes 10 000 habitantes viven en los pueblos de Vestfossen, Skotselv, Ormåsen, y Darbu.

## Residentes famosos
- Per Olaf Lundteigen, político del Partido de Centro de Noruega.
- Jonas Lie, novelista, poeta, y dramaturgo.
- Christopher Hornsrud, antiguo primer ministro de Noruega.
- Nikolai Eilertsen, bajista.